# Pelaya
Pelaya is een gemeente in het Colombiaanse departement Cesar. De gemeente telt 15.458 inwoners (2005).
Aguachica · Astrea · Becerril · Bosconia · Chimichagua · Chiriguaná · Agustín Codazzi · Curumaní · El Copey · El Paso · Gamarra · González · La Gloria · La Jagua de Ibirico · La Paz Robles · Manaure · Pailitas · Pelaya · Pueblo Bello · Río de Oro · San Alberto · San Diego · San Martín · Tamalameque · Valledupar